# Okręty desantowe NRD

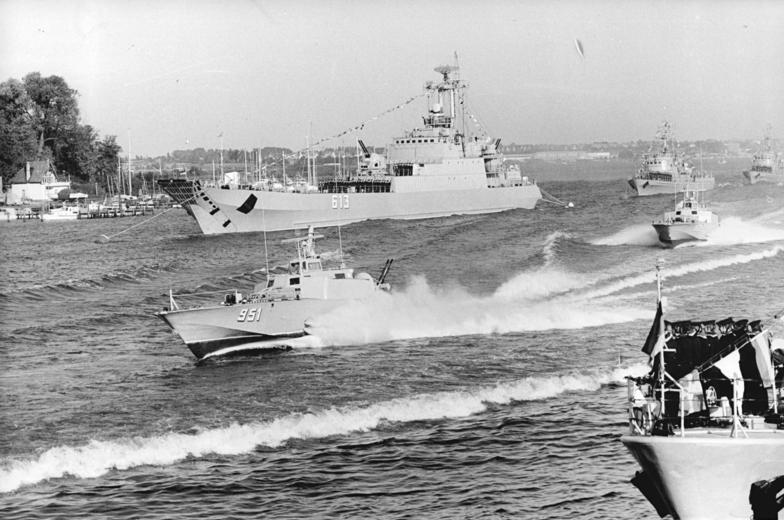
Parada Volksmarine w 1979 - w głębi okręt desantowy "Frankfurt/Oder" proj. 108 (w środku kutry torpedowe typu Libelle)

Okręty desantowe wchodziły w skład marynarki wojennej NRD (Volksmarine) od 1962 roku.  Wszystkie używane jednostki były własnej wschodnioniemieckiej konstrukcji. Budowano je z myślą o wykorzystaniu, wspólnie z polskimi okrętami desantowymi, w desancie na Półwysep Jutlandzkim w ewentualnym przyszłym konflikcie zbrojnym z NATO. W maksymalnym stadium rozwoju w latach 80. siły te tworzyło 12 średnich okrętów desantowych, mogących przenosić po siedem czołgów.

## Podłoże rozwoju
Marynarka wojenna Niemieckiej Republiki Demokratycznej (Volksmarine - Marynarka Ludowa, początkowo Seestreikrafte) została utworzona dopiero w 1956 roku, łącznie z siłami lądowymi – Armią Ludową. Wynikało to z ograniczeń politycznych nakładanych po wojnie na oba państwa niemieckie; w przypadku NRD była to podległość polityczna ZSRR. Volksmarine nie mogła ona jednak posiadać okrętów podwodnych i niszczycieli. Początkowo nie przewidywano również rozwoju sił desantowych, lecz na przełomie lat 50. i 60. radzieckie dowództwo zdecydowało o utworzeniu w bałtyckich państwach Układu Warszawskiego (NRD i Polsce) sił desantowych, zdolnych do wysadzenia desantu na Półwyspie Jutlandzkim na wypadek wojny z blokiem zachodnim. Celem było opanowanie Cieśnin Duńskich, we współdziałaniu z wojskami lądowymi. Jednostki te były podporządkowane na wypadek wojny sojuszniczemu dowództwu, w praktyce - dowództwu radzieckiej Floty Bałtyckiej. Ustaleń w tym przedmiocie dokonano na naradzie dowódców flot w Moskwie jesienią 1962 roku.
Zobacz też: Polskie okręty desantowe

## Początkowy okres - lata 1962-1975
Niemcy projektowali i budowali okręty desantowe dla własnej marynarki samodzielnie, w stoczni Peene-Werft w Wolgast. Już w II połowie 1962 weszło do służby 12 małych okrętów desantowych Projekt 46 Labo (nazwa typu była skrótem od Landungsboot – jednostka desantowa). Nosiły one zmienne trzycyfrowe numery taktyczne (zaczynające się od 6), a tylko trzy z nich otrzymały w 1967 roku nazwy ("Gerhard Prenzler", "Rolf Peters" i "Heinz Wilkowski"). Mogły one zabrać dwa czołgi lub 170 żołnierzy. Sformowano z nich dwa dywizjony (LS-Abt – Landungsschiffsabteilung), po 6 okrętów, początkowo przyporządkowane bezpośrednio dowódcy 1. Flotylli w Peenemünde.
W czerwcu 1965 Niemcy sformowali 1. Brygadę Okrętów Desantowych (1 LS-Br – Landungsschiffsbrigade), wchodzącą w skład 1. Flotylli. Pierwszym dowódcą był kmdr ppor. Dieter Dembiany. Trzeci dywizjon Brygady utworzyło 6 nowych średnich okrętów desantowych Projekt 47 Robbe, w służbie od 1964 roku (nosiły nazwy miast: "Schwedt", "Eisenhüttenstadt", "Grimmen", "Lübben", "Hoyerswerda" i "Eberswalde"). Mogły one zabrać po 5 czołgów i 2 transportery opancerzone lub 11-14 samochodów. Jednorazowo okręty Brygady mogły przewieźć 54 czołgi i 12 transporterów opancerzonych lub odpowiednio większe ilości samych transporterów opancerzonych lub samochodów i żołnierzy.

## Szczyt rozwoju - lata 1976-1990

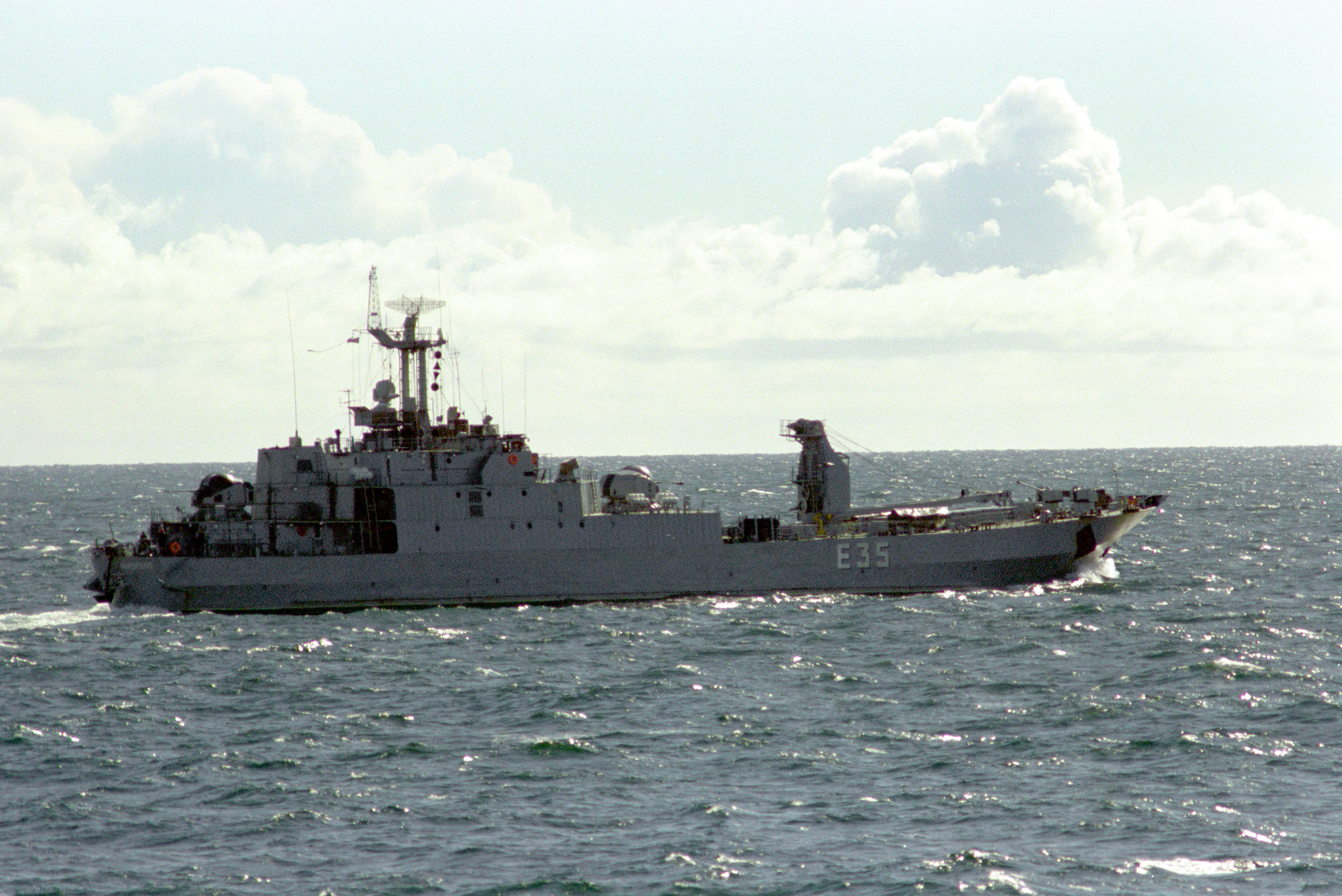
Okręt zaopatrzeniowy "Nordperd" proj. 109 (NATO: 'Frosch II'), bazującego na konstrukcji okrętów desantowych proj. 108

Od 1976 roku zaczęły wchodzić do służby nowe średnie okręty desantowe Projekt 108 Hoyerswerda (w kodzie NATO: 'Frosch I'), lepiej uzbrojone i o większych możliwościach transportowych i zasięgu, które zastąpiły okręty wcześniejsze. Mogły one zabrać 7 czołgów lub 11 transporterów opancerzonych. Łącznie do 1979 roku weszło ich do służby 12, nosiły one również nazwy miast, częściowo po okrętach projektu 47 ("Hoyerswerda", "Hagenow", "Frankfurt/Oder", "Eberswalde", "Lübben", "Schwerin", "Neubrandenburg", "Cottbus", "Anklam", "Schwedt", "Eisenhüttenstadt", "Grimmen"). Równocześnie w latach 1976-77 wycofano małe okręty projektu 46, a w latach 1975-78 – średnie proj. 47. W brygadzie pozostały dwa dywizjony (1. i 3.) po 6 okrętów proj. 108, które mogły jednorazowo przewieźć 84 czołgi albo 132 transportery opancerzone i 1200 żołnierzy lub inne warianty (około pułku zmechanizowanego).
Po zjednoczeniu Niemiec, 1. Brygadę Okrętów Desantowych podporządkowano Grupie Desantowo-Armijnej Bundesmarine. Okręty proj. 108 utworzyły zespół w składzie 4. Flotylli. Ponieważ jednak nie przewidywano już w zmienionych warunkach politycznych szerszego prowadzenia działań desantowych, grupa ta wkrótce uległa rozwiązaniu, a wszystkie okręty desantowe proj. 108 sprzedano w 1993 roku Indonezji (jednocześnie sprzedano Grecji w latach 1989-92 posiadane dotychczas przez Bundesmarine 6 małych okrętów desantowych LCU typu 520 Brasse i 11 kutrów LCU typu 521 Sprotte).
| Typ                                  | liczba | wyporność: standardowa | długość x szerokość | prędkość max. | liczba, kaliber i układ dział | typowy ładunek                                                                            |
| Projekt 46 Labo                      | 12     | 250 t                  | 41,1 x 7,2 m        | 11,5 w        | 4 x 25 mm 2M-3 (2xII) | 2 czołgi średnie lub 3 transportery opancerzone lub 170 żołnierzy lub 90-100 t ładunku    |
| Projekt 47 Robbe                     | 6      | 985 t                  | 64 x 12,07 m        | 14 w          | 2 x 57 mm ZIF-31B (1xII) 4 x 25 mm 2M-3 (2xII)                                                                                               | 5 czołgów średnich i 2 transportery opancerzone lub 11-14 samochodów lub 200 ton ładunku  |
| Projekt 108 Hoyerswerda ('Frosch I') | 12     | 1745 t                 | 90,78 x 11,12 m     | 18 w          | 4 x 57 mm AK-725 (2xII) 4 x 30 mm AK-230 (2xII) 2 x 40-prowadnicowe wyrzutnie niekierowanych pocisków rakietowych A-215 Grad (na 8 okrętach) | 7 czołgów średnich lub 11 transporterów opancerzonych i 100 żołnierzy lub 400 ton ładunku |

## Siły desantowane
Z Brygadą Okrętów Desantowych współpracowały jako oddziały desantu morskiego dwa pułki z 8. Dywizji Strzelców Zmotoryzowanych, wchodzące w skład wojsk lądowych. Do działań desantowych szkolono przede wszystkim 28. Pułk Strzelców Zmotoryzowanych z Rostocku, a w mniejszym zakresie 29. Pułk Strzelców Zmotoryzowanych z Prory na Rugii. Pułki te miały batalion czołgów, trzy bataliony strzelców zmotoryzowanych, dywizjon artylerii, baterię artylerii plot., kompanię rozpoznawczą, kompanię saperów i inne. Uzbrojenie pułku stanowiło ok. 40 czołgów T-55, 100 transporterów opancerzonych BTR-70, 18 haubic holowanych 122 mm D-30, 6 samobieżnych zestawów plot ZSU-23-4, 18 moździerzy 120 mm lub 82 mm, 9 wyrzutni pocisków ppanc. 9P135, 9 granatników SPG-9, trzy czołgowe mosty towarzyszące BLG-60.
W 1987, 28. Pułk przekształcono w 18. Pułk Obrony Wybrzeża w składzie Marynarki Wojennej, z uwagi na porozumienia wiedeńskie o ograniczeniu zbrojeń konwencjonalnych w Europie, dotyczących sił lądowych. Miał on batalion czołgów i dwa bataliony strzelców zmotoryzowanych oraz inne pododdziały.
W razie konieczności, jako II rzut desantu miały być użyte inne pododdziały 8. Dywizji, która obejmowała ponadto 27. Pułk Strzelców Zmotoryzowanych, 8. Pułk Czołgów, 8. Pułk Artylerii, 8. Pułk Artylerii Plot, 8. Dywizjon Rakiet Taktycznych, 8. Dywizjon Artylerii Rakietowej, 8. Batalion Rozpoznawczy, 8. Batalion Saperów i inne.   
Do zabezpieczania desantu ze strony Marynarki Wojennej służył 18. Batalion Saperów Morskich z Rostocku (MPiB.18) i 18. Pododdział Płetwonurków Bojowych (KSK.18) z Kühlungsbornu.